# Lucina amianta
Lucina amianta är en musselart som först beskrevs av Dall 1901.  Lucina amianta ingår i släktet Lucina och familjen Lucinidae. Inga underarter finns listade i Catalogue of Life.